# Willy Fitting
Willy Fitting, född 25 januari 1925, död 26 april 2017, var en schweizisk före detta fäktare.
Fitting blev olympisk bronsmedaljör i värja vid sommarspelen 1952 i Helsingfors.